# Montebello (norra Siltepec kommun)
Montebello är en ort i Mexiko.   Den ligger i kommunen Siltepec och delstaten Chiapas, i den sydöstra delen av landet, 800 km sydost om huvudstaden Mexico City. Montebello ligger 1 430 meter över havet och antalet invånare är 128.
Terrängen runt Montebello är kuperad åt nordväst, men åt sydost är den bergig. Terrängen runt Montebello sluttar norrut. Runt Montebello är det ganska glesbefolkat, med 50 invånare per kvadratkilometer. Närmaste större samhälle är El Porvenir de Velasco Suárez, 18,2 km sydost om Montebello. I omgivningarna runt Montebello växer huvudsakligen savannskog.